# Сен-П'єрр-сюр-Дів
Сен-П'єрр-сюр-Дів (фр. Saint-Pierre-sur-Dives) — колишній муніципалітет у Франції, у регіоні Нормандія, департамент Кальвадос. Населення — 3651 осіб (2011).
Муніципалітет був розташований на відстані близько 175 км на захід від Парижа, 31 км на південний схід від Кана.

## Історія
До 2015 року муніципалітет перебував у складі регіону Нижня Нормандія. Від 1 січня 2016 року належав до нового об'єднаного регіону Нормандія.
1 січня 2017 року Сен-П'єрр-сюр-Дів, Буасе, Бреттвіль-сюр-Дів, Євіль, Міттуа, Монв'єтт, Л'Удон, Увіль-ла-Б'ян-Турне, Сент-Маргерит-де-В'єтт, Сен-Жорж-ан-Ож, Тьєвіль, Водлож i В'є-Пон-ан-Ож було об'єднано в новий муніципалітет Сен-П'єрр-ан-Ож.

## Демографія
Динаміка населення (INSEE ):
Розподіл населення за віком та статтю (2006):
| Стать | Всього | До 15 років | 15-24 | 25-44 | 45-64 | 65-85 | Понад 85 |
| --- | ------ | ----------- | ----- | ----- | ----- | ----- | -------- |
| Чоловіки | 1765   | 348         | 212   | 424   | 392   | 365   | 24       |
| Жінки | 1877   | 195         | 235   | 388   | 426   | 506   | 127      |
| \| Статево-вікова піраміда \| Статево-вікова піраміда \| Статево-вікова піраміда \| \| ----------------------- \| ----------------------- \| ----------------------- \| \| Чоловіки \| Вік \| Жінки \| \| 24 \| 85 + \| 127 \| \| 77 \| 80-84 \| 107 \| \| 114 \| 75-79 \| 181 \| \| 89 \| 70-74 \| 116 \| \| 85 \| 65-69 \| 102 \| \| 82 \| 60-64 \| 110 \| \| 100 \| 55-59 \| 97 \| \| 87 \| 50-54 \| 117 \| \| 123 \| 45-49 \| 102 \| \| 128 \| 40-44 \| 82 \| \| 71 \| 35-39 \| 126 \| \| 113 \| 30-34 \| 85 \| \| 112 \| 25-29 \| 95 \| \| 95 \| 20-24 \| 100 \| \| 117 \| 15-20 \| 135 \| \| 138 \| 10-14 \| 49 \| \| 107 \| 5-9 \| 81 \| \| 103 \| 0-4 \| 65 \| |        |             |       |       |       |       |          |
| Статево-вікова піраміда |        |             |       |       |       |       |          |
| Чоловіки | Вік    | Жінки       |       |       |       |       |          |
| 24 | 85 +   | 127         |       |       |       |       |          |
| 77 | 80-84  | 107         |       |       |       |       |          |
| 114 | 75-79  | 181         |       |       |       |       |          |
| 89 | 70-74  | 116         |       |       |       |       |          |
| 85 | 65-69  | 102         |       |       |       |       |          |
| 82 | 60-64  | 110         |       |       |       |       |          |
| 100 | 55-59  | 97          |       |       |       |       |          |
| 87 | 50-54  | 117         |       |       |       |       |          |
| 123 | 45-49  | 102         |       |       |       |       |          |
| 128 | 40-44  | 82          |       |       |       |       |          |
| 71 | 35-39  | 126         |       |       |       |       |          |
| 113 | 30-34  | 85          |       |       |       |       |          |
| 112 | 25-29  | 95          |       |       |       |       |          |
| 95 | 20-24  | 100         |       |       |       |       |          |
| 117 | 15-20  | 135         |       |       |       |       |          |
| 138 | 10-14  | 49          |       |       |       |       |          |
| 107 | 5-9    | 81          |       |       |       |       |          |
| 103 | 0-4    | 65          |       |       |       |       |          |

## Економіка
2010 року серед 2092 осіб працездатного віку (15—64 років) 1440 були активними, 652 — неактивними (показник активності 68,8%, у 1999 році було 67,6%). З 1440 активних мешканців працювало 1229 осіб (677 чоловіків та 552 жінки), безробітними було 211 (95 чоловіків та 116 жінок). Серед 652 неактивних 131 особа була учнем чи студентом, 223 — пенсіонерами, 298 були неактивними з інших причин.

У 2010 році в муніципалітеті числилось 1611 оподаткованих домогосподарств, у яких проживали 3358,5 особи, медіана доходів виносила 14 452 євро на одного особоспоживача